# Barbara Rachelson

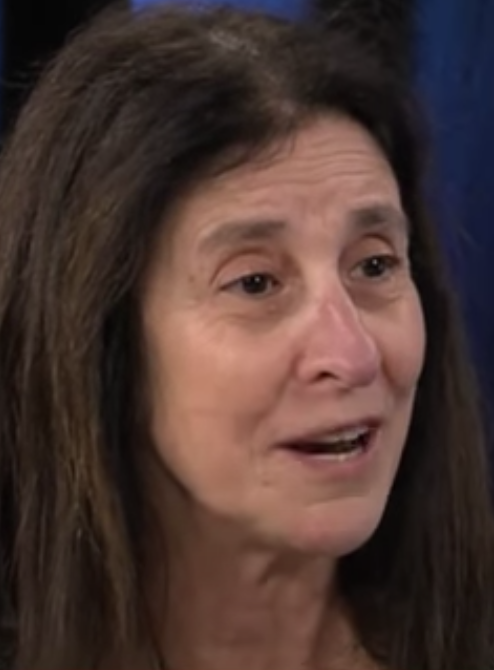

Barbara Rachelson é uma política americana que serve na Câmara dos Representantes de Vermont desde 2014.
Rachelson nasceu em Glen Ridge, New Jersey. Criada em North Caldwell, New Jersey, ela formou-se na West Essex High School e obteve um diploma de graduação da Brandeis University e pós-graduação da University of Michigan.